# Leah Smith
Leah Smith (* 19. April 1995 in Pittsburgh) ist eine US-amerikanische Schwimmerin. Bei den Olympischen Sommerspielen 2016 wurde sie mit der Staffel Olympiasiegerin über 4 × 200 m Freistil.

## Karriere
Im Jahr 2015 gewann Smith bei der Sommeruniversiade Gold über 400 m Freistil und über 4 × 200 m Freistil mit der Staffel. Bei ihren ersten Weltmeisterschaften, 2015 in Kasan, wurde Smith mit der Staffel ebenfalls Weltmeisterin über 4 × 200 m Freistil.
Bei den Olympischen Sommerspielen 2016 wurde Smith, zusammen mit Allison Schmitt, Maya DiRado und Katie Ledecky, Olympiasiegerin über 4 × 200 m Freistil. Im Finale über 800 m Freistil belegte Smith den 6. Platz, während sie über 400 m Freistil die Bronzemedaille gewann.
Bei den Weltmeisterschaften 2017 verteidigte Smith zusammen mit Katie Ledecky ihren Weltmeistertitel über 4 × 200 m Freistil. Im Finale über 400 m Freistil belegte Smith den zweiten Platz, während ihre Staffelkollegin Ledecky Weltmeisterin wurde.

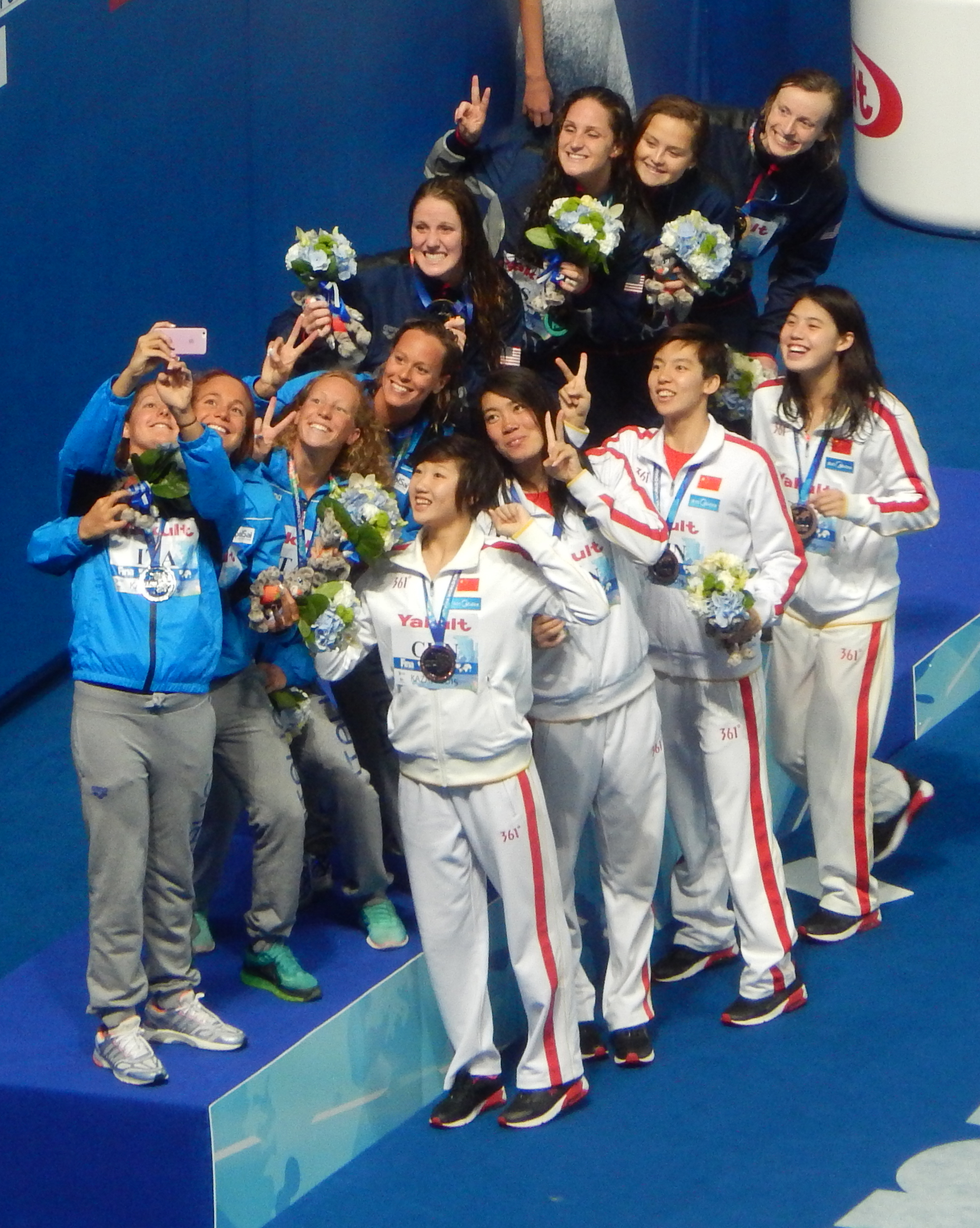
Smith bei der Siegerehrung 4 × 200 m Freistil 2015 in Kasan